# Uranothauma poggei
Uranothauma poggei is een vlinder uit de familie van de Lycaenidae (kleine pages, vuurvlinders en blauwtjes), uit de onderfamilie van de Polyommatinae (blauwtjes). De wetenschappelijke naam van deze soort is voor het eerst gepubliceerd in 1775 door Hermann Dewitz.

## Verspreiding
De soort komt voor in Congo-Brazzaville, Congo-Kinshasa, Oeganda, Kenia, Tanzania, Angola, Zambia, Malawi, Mozambique en Zimbabwe.

## Waardplanten
De rups leeft op Albizia gummifera (Fabaceae).